# Briefmarken-Jahrgang 1986 der Deutschen Bundespost
Der Briefmarken-Jahrgang 1986 der Deutschen Bundespost umfasste 36 Sondermarken, drei dieser Sondermarken wurden nur als Briefmarkenblock ausgegeben. Die neue Dauermarkenserie Frauen der deutschen Geschichte wurde in diesem Jahr mit zwei Marken begonnen.
Alle seit dem 1. Januar 1969 ausgegebenen Briefmarken waren unbeschränkt frankaturgültig, es gab kein Ablaufdatum wie in den vorhergehenden Jahren mehr.
Durch die Einführung des Euro als europäische Gemeinschaftswährung zum 1. Januar 2002 wurde diese Regelung hinfällig.
Die Briefmarken dieses Jahrganges konnten allerdings bis zum 30. Juni 2002 genutzt werden. Ein Umtausch war noch bis zum 30. September in den Filialen der Deutschen Post möglich, danach bis zum 30. Juni 2003 zentral in der Niederlassung Philatelie der Deutschen Post AG in Frankfurt.

## Liste der Ausgaben und Motive
Legende
- Bild: Eine bearbeitete Abbildung der genannten Marke. Das Verhältnis der Größe der Briefmarken zueinander ist in diesem Artikel annähernd maßstabsgerecht dargestellt. Sollten keine Marken abgebildet sein, liegt es daran, dass das Urheberrecht des Künstlers noch nicht erloschen ist.
- Beschreibung: Eine Kurzbeschreibung des Motivs und/oder des Ausgabegrundes. Bei ausgegebenen Serien oder Blocks werden die zusammengehörigen Beschreibungen mit einer Markierung versehen eingerückt.
- Wert: Der Frankaturwert der einzelnen Marke in Pfennig. Ein „+“ bedeutet, dass es sich um eine Zuschlagsmarke handelt (= Frankaturwert + Spende).
- Ausgabedatum: Das Datum des erstmaligen Verkaufs dieser Briefmarke.
- Auflage: Soweit bekannt, wird hier die zum Verkauf angebotene Anzahl dieser Ausgabe angegeben.
- Entwurf: Soweit bekannt, wird hier angegeben, von wem der Entwurf dieser Marke stammt.
- Mi.-Nr.: Diese Briefmarke wird im Michel-Katalog unter der entsprechenden Nummer gelistet.

| Sondermarken | |                  |                       |               |                              |               |
| Bild         | Beschreibung | Werte in Pfennig | Ausgabe- datum (1986) | Auflage       | Entwurf                      | MiNr.         |
|              | 100 Jahre Automobil Entwicklungsstufen der Automobilgeschichte                                                                                  | 80               | 16. Januar            | 28.950.000    | Heinz Schillinger            | 1268          |
|              | Für den Sport verschiedene Anlässe - Kurzstreckenlauf, anlässlich der Leichtathletik-Europameisterschaften in Stuttgart                         | 80+40            | 13. Februar           | 4.462.495     | Hans Peter Hoch              | 1269          |
|              | - Viererbob, anlässlich der Bob-Weltmeisterschaft am Königssee                                                                                  | 120+55           | 13. Februar           | 4.462.495     | Hans Peter Hoch              | 1270          |
|              | 1250 Jahre Bad Hersfeld Bauwerke und Sehenswürdigkeiten in Bad Hersfeld                                                                         | 60               | 13. Februar           | 28.000.000    | Fritz Lüdtke                 | 1271          |
|              | 100. Geburtstag von Oskar Kokoschka (1886–1980) Selbstporträt                                                                                   | 80               | 13. Februar           | 33.150.000    | Bruno K. Wiese               | 1272          |
|              | Raumsonde Giotto und Halleyscher Komet | 80               | 13. Februar           | 28.650.000    | Ernst Jünger                 | 1273          |
|              | Für die Jugend, Handwerksberufe - Augenoptiker                                                                                                  | 50+25            | 10. April             | 4.429.925     | Heinz Schillinger            | 1274          |
|              | - Maurer | 60+30            | 10. April             | 4.295.531     | Heinz Schillinger            | 1275          |
|              | - Friseur | 70+35            | 10. April             | 4.157.775     | Heinz Schillinger            | 1276          |
|              | - Bäcker | 80+40            | 10. April             | 4.398.885     | Heinz Schillinger            | 1277          |
|              | Europamarken, Natur- und Umweltschutz - Mund | 60               | 5. Mai                | 63.550.000    | Hans Günter Schmitz          | 1278          |
|              | - Nase | 80               | 5. Mai                | 107.350.000   | Hans Günter Schmitz          | 1279          |
|              | 1000 Jahre Walsrode und Kloster Walsrode Walsroder Ansicht mit dem Kloster                                                                      | 60               | 5. Mai                | 28.200.000    | Otto Rohse                   | 1280          |
|              | 100. Todestag von König Ludwig II. von Bayern (1845–1886) König Ludwig II. vor dem Schloss Neuschwanstein                                       | 60               | 5. Mai                | 31.750.000    | Antonia Graschberger         | 1281          |
|              | 100. Geburtstag von Karl Barth (1886–1968) | 80               | 5. Mai                | 31.950.000    | Hermann Schwahn              | 1282          |
|              | Cartellversammlung des Cartellverband der katholischen deutschen Studentenverbindungen Grundprinzipien des Verbandes auf bunten Bändern         | 80               | 5. Mai                | 29.850.000    | Corinna Rogger               | 1283          |
|              | 200. Geburtstag von Carl Maria von Weber (1786–1826) Carl Maria von Weber vor einer seiner Notenhandschriften, Gloria aus Messe in Es-Dur       | 80               | 20. Juni              | 30.500.000    | Günter Gamroth               | 1284          |
|              | 100. Todestag von Franz Liszt (1811–1886) | 80               | 20. Juni              | 30.550.000    | Fritz-Dieter Rothacker       | 1285          |
|              | Internationales Jahr des Friedens Friedenstauben                                                                                                | 80               | 20. Juni              | 29.700.000    | Jan Lenica                   | 1286          |
|              | Briefmarkenblock – Grundgedanken der Demokratie, Gebäude der Geschichte Deutschlands - Reichstagsgebäude in Berlin                              | 80               | 20. Juni              | 7.999.000     | Norbert Vogel                | Block 20 1287 |
|              | - Museum Koenig in Bonn | 80               | 20. Juni              | 7.999.000     | Norbert Vogel                | 1288          |
|              | - Bundeshaus in Bonn | 80               | 20. Juni              | 7.999.000     | Norbert Vogel                | 1289          |
|              | Europäische Satellitentechnik Der deutsch-französische Rundfunksatellit TV-SAT/TDF-1 über der Erdkugel                                          | 80               | 20. Juni              | 30.350.000    | Sibylle und Fritz Haase      | 1290          |
|              | Denkmalschutz zu einem Teil restaurierte Glasmalerei im Regensburger Dom                                                                        | 80               | 14. August            | 29.150.000    | Fritz Lüdtke                 | 1291          |
|              | 200. Todestag von Friedrich dem Großen (1712–1786) König Friedrich II. von Preußen nach einem Gemälde von Anton Graff                           | 80               | 14. August            | 30.300.000    | Elisabeth von Janota-Bzowski | 1292          |
|              | 100 Jahre Deutsche Skatkongresse Spielkarte mit Kombination aus deutschem (Herz Ober) und französischem Blatt (Herz Dame)                       | 80               | 14. August            | 30.000.000    | Erna de Vries                | 1293          |
|              | 25 Jahre Organisation für wirtschaftliche Zusammenarbeit und Entwicklung OECD                                                                   | 80               | 14. August            | 31.350.000    | Michaela Graml               | 1294          |
|              | Wohlfahrtsmarken: kostbare Gläser - Zierflasche mit Fadendekor, um 300                                                                          | 50+25            | 16. Oktober           | 15.682.000    | Peter Steiner                | 1295          |
|              | - Flügelglas, um 1650 | 60+30            | 16. Oktober           | 9.682.000     | Peter Steiner                | 1296          |
|              | - Reichsadlerhumpen, um 1662 | 70+35            | 16. Oktober           | 9.682.000     | Peter Steiner                | 1297          |
|              | - Pokal mit Schnittdekor, um 1650 | 80+40            | 16. Oktober           | 9.682.000     | Peter Steiner                | 1298          |
|              | 600 Jahre Universität Heidelberg Altes Universitätsgebäude vor einem Teil der Stadtansicht                                                      | 80               | 16. Oktober           | 26.750.000    | Otto Rohse                   | 1299          |
|              | 50 Jahre Tag der Briefmarke - Postkutsche vor verschiedenen Briefmarken aus Anlass des Tages der Briefmarke in den vergangenen fünf Jahrzehnten | 80               | 16. Oktober           | 29.500.000    | Antonia Graschberger         | 1300          |
|              | 100. Geburtstag von Mary Wigman (1886–1973) | 70               | 13. November          | 19.100.000    | Blume-Zander                 | 1301          |
|              | Sammelaktion Adveniat Karte von Südamerika mit stilisiertem Kreuz                                                                               | 80               | 13. November          | 28.500.000    | Fritz Lüdtke                 | 1302          |
|              | Weihnachtsmarke - Anbetung des Kindes, linker Flügel des Ortenberger Altars                                                                     | 80+40            | 13. November          | 10.989.000    | Fritz Lüdtke                 | 1303          |
| Dauermarken  | |                  |                       |               |                              |               |
| Bild         | Beschreibung | Werte in Pfennig | Ausgabe- datum (1986) | Auflage       | Entwurf                      | MiNr. Berlin  |
|              | Dauermarkenserie: Frauen der deutschen Geschichte - Christine Teusch                                                                            | 50               | 13. November          | 1.010.489.000 | Gerd Aretz                   | 1304 770      |
|              | - Clara Schumann | 80               | 13. November          | 2.100.489.000 | Gerd Aretz                   | 1305 771      |